# 勃氏金翅雀鯛
勃氏金翅雀鯛，又稱雙白帶刻齒雀鯛、勃氏刻齒雀鯛、波浪雀鯛、白帶金翅雀鯛、黃帶豆娘魚，俗名為厚殼仔，為輻鰭魚綱鱸形目隆頭魚亞目雀鯛科的其中一種。

## 分布
本魚分布於印度太平洋區，包括馬爾地夫、印尼、台灣、日本、中國、菲律賓、澳洲北部、密克羅尼西亞、索羅門群島、斐濟、马里亚纳群岛、帛琉、馬紹爾群島、新喀里多尼亞、東加、美屬薩摩亞、社會群島等海域。

## 深度
水深0至12公尺。

## 特徵
本魚眼中大，上側位。口小，上頜骨末端僅及眼前緣。體被櫛鱗；側線之有孔鱗片18至19個。體色會隨成長而改變，包括藍背的體色及灰黑的體色，後者通常在體側有2條細白色的橫帶，一在體前半部，一在尾柄，鰓蓋後方有一黃色斑塊，背鰭鰭條部基底上方有枚具藍邊的眼狀黑斑。幼魚在背鰭中央基部有一眼狀圓斑。背鰭硬棘13枚、背鰭軟條12至13枚、臀鰭硬棘2枚、臀鰭軟條11至13枚。體長可達10公分。

## 生態
本魚只棲息在沿岸礁緣平台，有浪濤拍擊之淺礁上。多獨居且具領域性，但有時也會成小群體活動。屬雜食性，以藻類、甲殼類為食。

## 經濟利用
為觀賞魚，少人食用。